# Marysville (Pennsylvania)
Marysville è un comune (borough) degli Stati Uniti d'America, situato nello stato della Pennsylvania, nella contea di Perry.